# رورل هل (کارولینای شمالی)
رورل هل (به انگلیسی: Rural Hall) شهری در ایالت کارولینای شمالی کشور ایالات متحده آمریکا است که جمعیت آن در سرشماری سال ۲۰۱۰ میلادی، ۲٬۹۳۷ نفر بوده‌است.